# Gerbilliscus phillipsi
Gerbilliscus phillipsi — вид гризунів, поширених в Ефіопії, Кенії та Сомалі. Його природне середовище проживання — субтропічні або тропічні сухі чагарники.